# Eleição municipal de Juiz de Fora em 2020
A eleição municipal de Juiz de Fora em 2020 ocorreu no dia 15 de novembro (primeiro turno) e 29 de novembro (segundo turno), com o objetivo de eleger um prefeito, um vice-prefeito e 19 vereadores para o mandato a se iniciar em 1° de janeiro de 2021 e com término em 31 de dezembro de 2024. 
Originalmente, as eleições ocorreriam em 4 de outubro (primeiro turno) e 25 de outubro (segundo turno, para os municípios acima de 200 mil eleitores), porém, com o agravamento da pandemia do novo coronavírus (SARS-CoV-2), causador da Covid-19, as datas foram modificadas com a promulgação da Emenda Constitucional nº 107/2020.
O processo eleitoral de 2020 está marcado pela sucessão para o cargo ocupado pelo atual prefeito Antônio Almas, do PSDB, vice-prefeito eleito em 2016 que assumiu o cargo em 2018 após a renúncia do titular Bruno Siqueira. Pela legislação, Almas está apto para disputar a reeleição.
Em 29 de novembro de 2020, a deputada federal Margarida Salomão (PT) foi eleita com 54,98% dos votos válidos, sendo a primeira mulher a ocupar o cargo.

## Contexto político e pandemia
As eleições municipais de 2020 estão sendo marcadas, antes mesmo de iniciada a campanha oficial, pela pandemia do coronavírus SARS-CoV-2 (causador da COVID-19), o que está fazendo com que os partidos remodelem suas metodologias de pré-campanha. O Tribunal Superior Eleitoral (TSE) autorizou os partidos a realizarem as convenções para escolha de candidatos aos escrutínios por meio de plataformas digitais de transmissão, para evitar aglomerações que possam proliferar o vírus. Alguns partidos recorreram a mídias digitais para lançar suas pré-candidaturas. Além disso, a partir deste pleito, será colocada em prática a Emenda Constitucional 97/2017, que proíbe a celebração de coligações partidárias para as eleições legislativas, o que pode gerar um inchaço de candidatos ao legislativo. Conforme reportagem publicada pelo jornal Brasil de Fato em 11 de fevereiro de 2020, o país poderá ultrapassar a marca de 1 milhão de candidatos a prefeito, vice-prefeito e vereador neste escrutínio, o que não seria necessariamente bom, na opinião do professor Carlos Machado, da UnB (Universidade de Brasília): “Temos o hábito de criticar de forma intensa a coligação partidária, sem parar para refletir sobre os elementos positivos dela. O número de candidatos que um partido pode apresentar numa eleição, varia se ele estiver dentro de uma coligação, porque quando os partidos participam de uma coligação, eles são considerados como um único partido", afirmou Machado na reportagem.

## Candidatos à prefeitura de Juiz de Fora
| Nº | Candidato a Prefeito              | Candidato a Vice                | Coligação                                                                 |
| -- | --------------------------------- | ------------------------------- | ------------------------------------------------------------------------- |
| 10 | Ione Maria Moreira (Republicanos) | Rodrigo Gherardi (PSDB)         | Nossa Cidade em Boas Mãos (Republicanos, PSDB e PDT)                      |
| 13 | Margarida Salomão (PT)            | Kennedy Ribeiro (PV)            | Juiz de Fora Vale a Pena (PT e PV)                                        |
| 16 | Victória Mello Vic (PSTU)         | Celinha (PSTU)                  | Sem coligação                                                             |
| 17 | Delegada Sheila (PSL)             | Júlio Obama Jr. (PODE)          | Sim para Juiz de Fora (PSL, PODE, Patriota, PTB, Solidariedade, MDB e PP) |
| 18 | Marcos Ribeiro (REDE)             | Matheus Soares (Avante)         | O Povo em Primeiro Lugar (REDE e Avante)                                  |
| 27 | Eduardo Lucas (DC)                | João Antônio Carreira (DC)      | Sem coligação                                                             |
| 28 | General Marco Felício (PRTB)      | Paulo Tristão (PRTB)            | Sem coligação                                                             |
| 36 | Aloizio Penido (PTC)              | Dra. Fabíola Espanhol (PTC)     | Sem coligação                                                             |
| 40 | Wilson Rezato (PSB)               | Alexandre Nocelli (DEM)         | Juiz de Fora é Meu Amor (PSB, DEM, PL, PSD e Cidadania)                   |
| 50 | Lorene Figueiredo (PSOL)          | Luiz Carlos Torres Kaizim (PCB) | Por uma Juiz de Fora solidária (PSOL e PCB)                               |
| 65 | Fernando Elioterio (PCdoB)        | Wellington do Conselho (PCdoB)  | Sem coligação                                                             |